# Аммерцвиллер
Аммерцви́ллер (фр. Ammerzwiller) — упразднённая коммуна на северо-востоке Франции в регионе Эльзас — Шампань — Арденны — Лотарингия, департамент Верхний Рейн, округ Альткирш, кантон Мазво. До марта 2015 года коммуна административно входила в состав упразднённого кантона Данмари (округ Альткирш). Упразднена с 1 января 2016 года и объединена с коммуной Бернвиллер на основании Административного акта № 57 от 24 декабря 2015 года.
Площадь коммуны — 3,05 км², население — 309 человек (2006) с тенденцией к росту: 404 человека (2012), плотность населения — 132,5 чел/км².

## Население
Население коммуны в 2011 году составляло 374 человека, а в 2012 году — 404 человека.
| 1962 | 1968 | 1975 | 1982 | 1990 | 1999 | 2004 | 2006 | 2009 | 2011 | 2012 |
| ---- | ---- | ---- | ---- | ---- | ---- | ---- | ---- | ---- | ---- | ---- |
| 210  | 215  | 275  | 268  | 278  | 314  | 308  | 309  | 347  | 374  | 404  |

Динамика населения:

## Экономика
В 2010 году из 248 человек трудоспособного возраста (от 15 до 64 лет) 188 были экономически активными, 60 — неактивными (показатель активности 75,8 %, в 1999 году — 74,8 %). Из 188 активных трудоспособных жителей работали 184 человека (96 мужчин и 88 женщин), 4 числились безработными (трое мужчин и 1 женщина). Среди 60 трудоспособных неактивных граждан 22 были учениками либо студентами, 23 — пенсионерами, а ещё 15 — были неактивны в силу других причин.
На протяжении 2011 года в коммуне числилось 153 облагаемых налогом домохозяйства, в которых проживало 367 человек. При этом медиана доходов составила 24924 евро на одного налогоплательщика.